# Rita Isadora Pessoa
Rita Isadora Pessoa Soares de Lima (Rio de Janeiro, 29 de dezembro de 1984) é uma poeta brasileira.
Graduada em Psicologia, fez mestrado em Teoria Psicanalítica na UFRJ e doutorado em Literatura Comparada na UFF. Ganhou o Prêmio Cepe Nacional de Literatura de 2017 na categoria Poesia, com seu livro Mulher sob a Influência do Algoritmo. Ficou em segundo lugar no Prêmio Off-Flip de 2018, com Como Batizar um Ciclone Atlântico.

## Obras
- 2016 - A Vida nos Vulcões (Oito e Meio)
- 2018 - Mulher sob a Influência do Algoritmo (Cepe)
- 2020 - Madame Leviatã (Macondo)

### Em antologias
- 2017 - A Nossos Pés (7letras) - Org. Manoel Ricardo de Lima
- 2017 - Alto-mar (7letras) - Org. Kátia Maciel
- 2020 - Ato Poético (Oficina Raquel) - Org. Márcia Tiburi
- 2020 - Uma pausa na luta (Mórula) - Org. Manoel Ricardo de Lima